# Hygroamblystegium calcareum
Hygroamblystegium calcareum là một loài rêu trong họ Amblystegiaceae. Loài này được Kanda mô tả khoa học đầu tiên năm 1975.